# Goldenes Kalb (Filmpreis)/Fachpreis
Der Fachpreis (Vakprijz) in Form des Goldenen Kalbs war eine Auszeichnung die beim jährlich veranstalteten Niederländischen Filmfestival die beste Leistung einer oder mehrerer Personen auf dem Gebiet des Films vergeben wurde. Preise wurden für Szenenbild, Sound Design, Schnitt, Kamera, Musik, Art Director, Produktion und Drehbuch ausgereicht.
Die Auszeichnung wurde erstmals im Jahr 1982 verliehen. Mit der Differenzierung in Preise für Bestes Drehbuch / Bester Schnitt / Beste Kamera / Beste Musik / Bestes Sound Design / Bestes Szenenbild, verschwand der Fachpreis nach 2002. Über die Vergabe des Preises stimmte eine Wettbewerbsjury ab.

## Preisträger
| Jahr | Preisträger                    | Fach         |
| ---- | ------------------------------ | ------------ |
| 1982 | Pjotr van Dijk                 | Sound Design |
| 1982 | Willem Breuker                 | Musik        |
| 1982 | Hans van Dongen                | Schnitt      |
| 1982 | Theo van de Sande              | Kamera       |
| 1982 | Kees Linthorst                 | Sound Design |
| 1983 | George Sluizer                 | Drehbuch     |
| 1984 | Dick Schillemans               | Art Director |
| 1985 | Edgar Burcksen                 | Schnitt      |
| 1986 | Jos van der Linden             | Produktion   |
| 1987 | Theo van de Sande              | Kamera       |
| 1988 | Tom Tholen                     | Sound Design |
| 1989 | Gerard Soeteman                | Drehbuch     |
| 1990 | Loek Dikker                    | Musik        |
| 1991 | Jan Roelfs und Ben van Os      | Art Director |
| 1992 | Ot Louw                        | Schnitt      |
| 1993 | Goert Giltay                   | Kamera       |
| 1994 | Jan van Sandwijk               | Sound Design |
| 1995 | Jan Blokker                    | Drehbuch     |
| 1996 | Henny Vrienten                 | Musik        |
| 1997 | Alfred Schaaf und Rikke Jelier | Art Director |
| 1998 | Menno Boerema                  | Schnitt      |
| 1999 | Rogier Stoffers                | Kamera       |
| 2000 | Piotr van Dijk                 | Sound Design |
| 2001 | Henny Vrienten                 | Musik        |
| 2002 | Rikke Jelier und Alfred Schaaf | Szenenbild   |